# Square Marcel-Sembat
Le square Marcel-Sembat est un square du 18e arrondissement de Paris, dans le quartier des Grandes-Carrières.

## Situation et accès
Le site est accessible par le 2, rue Marcel-Sembat.
Il est desservi par la ligne 4 à la station Porte de Clignancourt et par la ligne 3b du tramway d'Île-de-France à la station Angélique Compoint.

## Origine du nom
Il porte ce nom en raison de sa proximité avec la rue éponyme, qui rend hommage à Marcel Sembat (1862-1922), homme politique socialiste et ministre français, chargé du ravitaillement pendant la Première Guerre mondiale.